# Bohuslav Večeřa
Bohuslav Večeřa (14. května 1925 – 25. července 1977 Praha) byl český a československý politik Komunistické strany Československa, ministr zemědělství a výživy federální vlády ČSSR a poslanec Sněmovny lidu Federálního shromáždění za normalizace.

## Biografie
Vyučil se obuvníkem a působil na dělnických postech. Od roku 1950 zastával různé stranické funkce v resortu zemědělství. Působil v Jihlavě a v letech 1957–1967 byl tajemníkem Krajského výboru KSČ v Liberci, později Krajského výboru KSČ pro Severočeský kraj. V roce 1970 absolvoval studium na Vysoké škole ÚV KSSS v Moskvě. V první vládě Lubomíra Štrougala a druhé vládě Lubomíra Štrougala zastával v letech 1970 post ministra zemědělství (oficiálně 1970–1971 Ministr – předseda Výboru pro zemědělství a výživu, 1971 ministr zemědělství, 1971–76 ministr zemědělství a výživy).
Ve volbách roku 1971 zasedl do Sněmovny lidu (volební obvod č. 110 – Znojmo, Jihomoravský kraj). Ve FS setrval do konce funkčního období, tedy do voleb roku 1976. Po odchodu z ministerské funkce působil jako velvyslanec ČSSR v Bulharsku.
V 1. polovině 70. let byl veden dle tzv. Mitrochinova archivu jako důvěrník KGB. Kontaktním důstojníkem KGB mu byl V. F. Jašečkin.